# Oriol Busquets
Oriol Busquets Mas (Sant Feliu de Guíxols, 20 januari 1999) is een Spaans voetballer die doorgaans als middenvelder speelt voor het Franse Clermont Foot.

## Clubcarrière
Busquets sloot zich op achtjarige leeftijd aan bij de jeugdopleiding van FC Barcelona. Op 29 april 2017 maakte hij zijn eerste optreden voor het tweede elftal in de competitiewedstrijd tegen AE Prat. In 2017 promoveerde hij met FC Barcelona B naar de Segunda División. Op 19 augustus 2017 debuteerde de middenvelder op het tweede niveau tegen Real Valladolid. De verdedigende middenvelder mocht op 30 november 2017 voor het eerst aantreden in het basiselftal van de hoofdmacht, dit in een bekermatch tegen Murcia. Het seizoen 2019/20 werd hij verhuurd aan FC Twente. Daar speelde hij als verdedigende middenvelder of als centrale verdediger. In augustus 2021 tekende Busquets een contract tot 2024 bij het Franse Clermont Foot.

## Clubstatistieken
| Seizoen        | Club           | Competitie         | Competitie | Competitie | Beker | Beker | Supercup | Supercup | Europa | Europa | Totaal | Totaal |
| Seizoen        | Club           | Competitie         | Wed.       | Dlp.       | Wed.  | Dlp.  | Wed.     | Dlp.     | Wed.   | Dlp.   | Wed.   | Dlp.   |
| -------------- | -------------- | ------------------ | ---------- | ---------- | ----- | ----- | -------- | -------- | ------ | ------ | ------ | ------ |
| 2016/17        | FC Barcelona B | Segunda División B | 2          | 0          | 0     | 0     | —        | —        | —      | —      | 2      | 0      |
| 2017/18        | FC Barcelona B | Segunda División A | 22         | 0          | 0     | 0     | —        | —        | —      | —      | 22     | 0      |
| 2017/18        | FC Barcelona   | Primera División   | 0          | 0          | 1     | 0     | —        | —        | —      | —      | 1      | 0      |
| 2018/19        | FC Barcelona   | Primera División   | 0          | 0          | 1     | 0     | —        | —        | —      | —      | 1      | 0      |
| 2018/19        | FC Barcelona B | Segunda División B | 30         | 1          | 0     | 0     | —        | —        | —      | —      | 30     | 1      |
| 2019/20        | → FC Twente    | Eredivisie         | 21         | 0          | 2     | 0     | —        | —        | —      | —      | 23     | 0      |
| 2020/21        | FC Barcelona   | Primera División   | 0          | 0          | 0     | 0     | 0        | 0        | 0      | 0      | 0      | 0      |
| 2020/21        | FC Barcelona B | Segunda División B | 13         | 1          | 0     | 0     | 0        | 0        | 0      | 0      | 13     | 1      |
| 2021/22        | Clermont Foot  | Ligue 1            | 4          | 0          | 0     | 0     | 0        | 0        | 0      | 0      | 4      | 0      |
| Carrièretotaal | Carrièretotaal | Carrièretotaal     | 92         | 2          | 4     | 0     | 0        | 0        | 0      | 0      | 96     | 2      |

## Interlandcarrière
Busquets kwam uit voor diverse Spaanse nationale jeugdteams. In 2016 debuteerde hij in Spanje –19